# Бијансел
Бијансел (фр. Billancelles) насеље је и општина у централној Француској у региону Центар (регион), у департману Ер и Лоар која припада префектури Шартр.
По подацима из 2011. године у општини је живело 298 становника, а густина насељености је износила 24,94 становника/km². Општина се простире на површини од 11,95 km². Налази се на средњој надморској висини од 195 метара (максималној 222 m, а минималној 181 m).

## Демографија
| 1962. | 1968. | 1975. | 1982. | 1990. | 1999. | 2011. |
| ----- | ----- | ----- | ----- | ----- | ----- | ----- |
| 192   | 217   | 191   | 192   | 216   | 213   | 298   |

График промене броја становника у току последњих година